# Auñamendi
Auñamendi es una comarca y una subzona (según la Zonificación Navarra 2000) de la Comunidad Foral de Navarra (España), perteneciente a la zona del Pirineo navarro. La comarca está formada por dieciséis municipios de los valles pirenaicos centrales y occidentales y forma parte de la Merindad de Sangüesa.

## Topónimo
Este topónimo es principalmente conocido por ser el nombre que recibe en euskera el Pic d'Anie. Este monte está situado geográficamente no solo fuera de esta comarca, sino también fuera de los límites de Navarra, pero es conocido históricamente por ser la montaña sagrada de los vascones,[cita requerida] en la que habita el personaje mitológico Jaunagorri (literalmente Señor rojo). 
Existe un segundo monte conocido también como Auñamendi, el Laurinak, que está situado entre Valcarlos y la Baja Navarra, es decir en uno de los límites de la comarca de Auñamendi. 
Existe otra acepción, de tipo genérico ya que a los Pirineos en su conjunto se les conoce también como Auñamendi o Auñamendiak en euskera. Como esta comarca agrupa los valles pirenaicos más vascohablantes es probable que le dieran el nombre por ello.

## Geografía

### Situación
La comarca se encuentra situada en la parte norte de la Comunidad Foral de Navarra dentro de la zona geográfica denominada Montaña de Navarra La comarca tiene 732,2 km² de superficie y limita al norte con Francia, al este con la comarca de Roncal-Salazar al sur con las comarcas de Lumbier, Aoiz y la Cuenca de Pamplona y al oeste con la de Ultzamaldea.

## Divisiones geográficas y administrativas

### Valles
Auñamendi geográficamente está formado por cinco valles que se listan a continuación con los municipios que forman parte de los mismos.
- Valle de Esteríbar: Esteríbar.

- Valle de Erro: Burguete, Erro y Roncesvalles.

- Valcarlos: Valcarlos. Este municipio está situado en la vertiente norte de los Pirineos.

- Valle de Arce: Arce y Oroz-Betelu.

- Valle de Aézcoa: Abaurrea Alta, Abaurrea Baja, Aria, Arive, Garayoa, Garralda, Orbaiceta, Orbara y Villanueva de Aézcoa.

### Municipios
Auñamendi está formada por 16 municipios, que se listan a continuación con los datos de población, superficie y densidad correspondientes al año 2017 según el INE.
| Municipio            | Población | Superficie | Densidad |
| -------------------- | --------- | ---------- | -------- |
| Abaurrea Alta        | 124       | 21,36      | 5.81     |
| Abaurrea Baja        | 34        | 10,89      | 3.12     |
| Arce                 | 271       | 145,34     | 1.86     |
| Aria                 | 53        | 8,32       | 6.37     |
| Arive                | 41        | 4,04       | 10.15    |
| Burguete             | 244       | 19,19      | 12.71    |
| Erro                 | 789       | 143,62     | 5.49     |
| Esteríbar            | 2629      | 146,77     | 17.91    |
| Garayoa              | 89        | 21,26      | 4.19     |
| Garralda             | 184       | 21,51      | 8.55     |
| Orbaiceta            | 200       | 81,72      | 2.45     |
| Orbara               | 38        | 8,99       | 4.23     |
| Oroz-Betelu          | 149       | 24,15      | 6.17     |
| Roncesvalles         | 21        | 15,28      | 1.37     |
| Valcarlos            | 387       | 44,90      | 8.62     |
| Villanueva de Aézcoa | 110       | 21,64      | 5.08     |

### Administración
La mayoría de los municipios que forman la comarca están integrados en la Mancomunidad de Bidausi, un ente local supramunicipal que gestiona el servicio de recogida y tratamiento de residuos urbanos.

## Idioma
La mayor parte de la comarca pertenece a la Zona Vascófona de Navarra. Tan solo 2 municipios: Arce y Oroz-Betelu pertenecen a la Zona Mixta.